# Tat'jana Kazankina
Tat'jana Vasil'evna Kazankina (in russo Татьяна Васильевна Казанкина?; Petrovsk, 17 dicembre 1951) è un'ex mezzofondista sovietica, vincitrice di 3 medaglie d'oro ai Giochi olimpici, di cui una negli 800 metri piani (Montréal 1976) e due nei 1500 metri piani (Montréal 1976 e Mosca 1980).

## Record nazionali
Seniores
Record nazionali russi
- 1500 metri piani: 3'52"47 ( Zurigo, 13 agosto 1980)
- 2000 metri piani: 5'28"72 ( Mosca, 4 agosto 1984)
- 3000 metri piani: 8'22"62 ( Leningrado, 26 agosto 1984)

## Palmarès
| Anno | Manifestazione    | Sede     | Evento         | Risultato | Prestazione | Note            |
| ---- | ----------------- | -------- | -------------- | --------- | ----------- | --------------- |
| 1974 | Europei           | Roma     | 1500 m piani   | 4ª        | 4'05"94     |                 |
| 1975 | Europei indoor    | Katowice | 1500 m piani   | Argento   | 4'14"8      |                 |
| 1976 | Mondiali di cross | Chepstow | Corsa seniores | Argento   | 16'39"      |                 |
| 1976 | Mondiali di cross | Chepstow | A squadre      | Oro       | 33 p.       |                 |
| 1976 | Giochi olimpici   | Montréal | 800 m piani    | Oro       | 1'54"94     | Record mondiale |
| 1976 | Giochi olimpici   | Montréal | 1500 m piani   | Oro       | 4'05"48     |                 |
| 1977 | Universiadi       | Sofia    | 800 m piani    | Argento   | 1'58"6      |                 |
| 1978 | Mondiali di cross | Glasgow  | Corsa seniores | 19ª       | 17'43"      |                 |
| 1980 | Giochi olimpici   | Mosca    | 1500 m piani   | Oro       | 3'56"56     | Record olimpico |
| 1983 | Mondiali          | Helsinki | 3000 m piani   | Bronzo    | 8'35"13     |                 |

## Altre competizioni internazionali
1977
- Oro in Coppa del mondo ( Düsseldorf), 1500 m piani - 4'12"74
- Oro in Coppa Europa ( Nizza), 1500 m piani - 4'04"35

1980
- Oro al Weltklasse Zürich ( Zurigo), 1500 m piani - 3'52"47